# Diaphorus ventralis
Diaphorus ventralis är en tvåvingeart som beskrevs av Van Duzee 1915. Diaphorus ventralis ingår i släktet Diaphorus och familjen styltflugor.
Artens utbredningsområde är Belize. Inga underarter finns listade i Catalogue of Life.